# 阿尔泰语系
阿尔泰语系（英語：Altaic languages），或译阿勒泰语系，比利时语言学家马蒂尼·罗比茨在它基础上提出了泛歐亞語系（Transeurasian languages），是一個按照语言系属分类方法所划分的一组假說性语系，主要将突厥语族、蒙古语族和通古斯语族划为一个语系，有時朝鮮語、琉球語、日語與阿伊努語也會被歸類在其中。這個語系主要分布在北緯35度以北的亞洲以及東歐地區，活動區域大致在日本至土耳其之間，包括60多种语言。這個語系的名稱來自中亞的阿爾泰山脈。在20世纪70年代後，許多比較語言學家傾向认为這個假說并不成立，但仍有學者支持。因此是否存在这个语系，学术界直到现在都存在争议。
這個假說最早於18世紀提出，在1960年代被語言學界廣泛接受，並編入教科書與百科全書中。這個假說将突厥语族、蒙古语族和通古斯语族歸納為一，認為有相同起源。後來學者提出「阿爾泰超語系」（Macro-Altaic family），将朝鮮語、日語也包括其中，但這個假設長期有著爭議。此外，也曾有语言学家将其和乌拉尔语系划分为一组语群即乌拉尔-阿尔泰语系。谢尔盖·阿纳托利耶维奇·斯塔罗斯金與其他語言學者，致力於重建原始阿尔泰语。在1950年代開始，許多原本被認為是同源詞的單字被發現並非同源，語言學者開始認為這個假說的證據不足。反對者認為，這幾個語族之所以會有很大相似，是來自於族群間的語言接觸而產生的歷史結果，蒙古語與突厥語是趨同演化，而不是由同一祖語演變為不同方言。但在去除因為語言接觸而相互借用的單字之後，在這個語系中的各語言存在許多共有的單字與語言特徵，除了可以被追溯到相同的祖源這個理由外，難以解釋這個現象，使得這個假說在學界仍有許多支持。
阿爾泰語系中包括了66種活語言，加入琉球語、日語與朝鮮語的超阿爾泰語系則包括了74種。一些古代語言，如中古蒙古語、古朝鮮語與古日語通常不被計算在內。

## 歷史
1730年，瑞典軍官菲利普·约翰·冯·斯特拉伦伯格依語言間的相似性將語言分類，其中包含一些後來被歸入阿爾泰語系的語言。1844年，马蒂亚斯·卡斯特伦首先提出了阿爾泰語系，除了包括突厥、蒙古和通古斯語，也納入後來成為烏拉爾語系的薩莫耶德語族與芬蘭-烏戈爾語族，稱之為烏拉爾-阿爾泰語系。
在大半的19世紀以及20世紀初期，阿爾泰語系或烏拉爾-阿爾泰語系的概念流傳廣泛。自1970年代之後，為數眾多的語言學家不再支持此假說，認為突厥、蒙古和通古斯是三個無親緣關係的語族，其間的相似是長期接觸的結果 ，而將「阿爾泰語言」視為一個語言聯盟。
學者马蒂尼·罗比茨等人，於2010年開始提出泛歐亞語系假說，這個版本支持阿爾泰語系的理論基礎，認為突厥、蒙古與通古斯語族有相同起源，但其起源地可能在今中國東北地區西遼河流域一帶。

## 特征
无论这些是同源关系的证据还是民族交流的结果，突厥语族、蒙古语族和通古斯语族的确具有不少共同特征，例證如下：
- 三种语族的人称代词之相似性：

|              | 蒙古语   | 突厥语      | 满语                           |
| 第一人称单数 | bi       | bän/män/men | bi                             |
| 第二人称单数 | ci < *ti | sän/sen     | si                             |
| 第一人称复数 | bid      | biz         | be （排除式） / muse（包括式） |
| 第二人称复数 | ta       | siz/silär   | suwe                           |

- 蒙古語和突厥语言有相似的复数后缀（蒙古语-nar / -ner、突厥语-lar /-lär），

## 特点
- 元音主要以单元音为主，同時每个词都有固定的重音位置。
- 词的形态结构复杂，词有词根、词幹、词缀之分，大多属于黏着语。
- 有格變化和后置词的使用。
- 句子的排列以SOV為主，也就是說，在其一般的句子當中，主语在前，谓语在后，宾语在中间。
- 元音和谐律（或称元音调和）
- 有人稱後綴，如：動詞人稱後綴、從屬人稱後綴、反身領屬人稱後綴以及突厥語族特有的謂語人稱後綴。動詞後綴，在喀爾喀蒙古語以及滿洲語中已退化。滿洲語在創制文字時從屬人稱後綴不在書面語上表達，直到近日，滿語諸方言多已退化，但在錫伯語以及其他通古斯語中完全保存下來。而蒙古語族通常只用人稱代名詞屬格，或單獨使用人稱從屬後綴，如：(我的書)Mini bicig 或 bicig-min ，通常不會兩個都用，如：Mini bicig-min。突厥語族及滿語支外的諸通古斯語通常兩者一起用。

## 分类
- 突厥语族
  - 花剌子模语
  - 古突厥语
  - 回鹘语
  - 保加尔语支
    - 楚瓦什语

  - 东突厥语支
    - 艾努語（新疆阿布達里語。阿伊努語与此语言无关）
    - 察合台语（已滅絕，成為現代維吾爾語、烏茲別克語等）
    - 伊犁土尔克语
    - 维吾尔语（中国新疆、哈萨克斯坦、乌兹别克斯坦）
    - 乌兹别克语（也称乌孜别克语，乌兹别克斯坦、中国新疆、阿富汗）
    - 西部裕固语（中国甘肃肃南县）

  - 北突厥语支
    - 阿尔泰语（俄罗斯阿爾泰共和國）
    - 绍尔思语
    - 多尔干语
    - 卡拉嘎斯语
    - 哈卡斯语（俄哈卡斯共和國）
    - 雅库特语（俄薩哈共和國）
    - 图瓦语（俄圖瓦共和國）

  - 南突厥语支
    - 阿塞拜疆语（分布于阿塞拜疆和伊朗西北部）
    - 哈拉吉语
    - 卡什加语
    - 克里米亚鞑靼语
    - 撒拉语
    - 巴尔干嘎嘎乌孜土耳其语
    - 加告兹语（乌克兰、保加利亚、罗马尼亚）
    - 呼罗珊土耳其语
    - 奥斯曼土耳其语（已滅絕，成為現代土耳其語）
    - 土耳其语（土耳其、保加利亚）
    - 土库曼语（土耳其、土库曼斯坦）

  - 乌鲁姆语
  - 西突厥语支
    - 卡拉卡尔帕克语
    - 喀喇汗语
    - 哈萨克语（哈萨克斯坦、中国新疆伊犁）
    - 吉尔吉斯语（柯尔克孜语，吉尔吉斯斯坦、中国新疆）
    - 诺盖语（俄达吉斯坦共和国、卡拉恰伊-切尔克斯共和国）
    - 犹太-克里米亚鞑靼语
    - 卡拉伊姆语（立陶宛、波兰）
    - 库曼语
    - 卡拉恰伊-巴尔卡尔语
    - 库梅克语
    - 彼切尼克语
    - 巴什基尔语
    - 楚利姆语
    - 塔塔尔语（也称鞑靼语，俄韃靼斯坦共和國）

  - 古代语言：塞尔柱-奥托曼语、波罗维茨语（库曼语）、布勒加尔语、鄂尔浑碑铭语、回鹘语、哈扎尔语
- 蒙古语族
  - 鮮卑語（古代语言）
  - 契丹语（古代语言）
  - 达斡尔语（中国黑龙江、内蒙古、新疆）
  - 康家语（瀕危語言）
  - 土族语
  - 保安语（中国甘肃）
  - 东乡语
  - 东部裕固语
  - 布里亚特语（俄布里亞特共和國）
  - 蒙古语（蒙古国、中国内蒙古）
  - 达尔哈特语
  - 卫拉特语（卡尔梅克语，俄卡爾梅克共和國）
  - 莫戈勒语
- 通古斯语族（满－通古斯语族）
  - 鄂温语
  - 鄂温克语（通古斯语）
  - 鄂伦春语（中国东北）
  - 涅吉达尔语
  - 鄂罗克语
  - 乌尔奇语
  - 鄂罗奇语
  - 烏德蓋语
  - 满语（瀕危語言，中国东北）
  - 赫哲語（纳奈语、戈尔德语）
  - 锡伯语（中国东北）
  - 女真语（古代语言）

參見：中國語言列表#阿爾泰語系

## 争议
阿爾泰語系的存在與否，至今依舊有爭議，有的语言学家认为突厥语族、蒙古语族和通古斯语族三种语族之间没有同源关系，這些反對阿爾泰語系的學者認為，这些语族虽然有许多相同的语法特点和共同词汇，但是这些是因为民族长期接触，互相融合而产生的，是借用的结果，而并不是原始语遗留下来的原始特征。一般认为是蒙古语借用突厥语的词汇和语法形态。目前这个问题还在议论之中。
另外关于日语、朝鲜语是否属于该阿尔泰语系也造成了很大争议，一些学者认为若将日语、朝鲜语划开出阿尔泰语系能客观的减少此语系存在的争议。

### 阿尔泰超语系假说
學界普遍認為日语跟琉球语共属于某一个语系。如果此二語不併入其他語系，就獨立為日琉語系。
但是朝鲜语系、日琉语系的系属一直都是学术界争论的焦点、基本上可以有四类的观点。
第一类观点认为朝鲜语、日语、琉球语即使属于阿爾泰语系，也只能在阿尔泰超语系假说（Macro-Altaic theory）上成立，因为朝鲜语有着一些阿尔泰语系的语言特征，而日语跟朝鲜语又有着不少类似之处。
- 流音不会出现在本土词汇（固有词）的首个音节上
- 元音和谐律（或称元音调和）
- 黏着语的特征

但朝鲜语、日本语、琉球语均缺少人稱後綴，如通古斯語(赫哲) Mini bithe-i 我的書，Bi mini bithe-we-i hvla-i.我讀我的書。 bithe-we-i中的we是受格後綴，而i是第一人稱領屬後綴。hvla-i中的i為動詞第一人稱後綴。蒙古語 Teguu-d-mini og.給我弟弟。d為與格後綴，mini為第一人稱領屬後綴。
朝鲜语的这三个语言特征为该观点提供了相当有力的支持。但由于朝鲜语跟阿尔泰语系的其他语言之间的同源词汇非常少（日语无），所以反对该观点的学者一般都以此作为反驳的力证。
关于元音和谐，这种语言特征也并非阿尔泰语系的专利，阿尔泰语系周边，北亚楚科奇-堪察加语系的楚科奇语，东亚藏缅语族的景颇语、羌语也存在或残留着元音和谐现象，而非洲尼日尔-刚果语系的许多语言，包括多威语、伊博语和许多班图语族的语言，亦有着以舌根位置为基础的元音和谐的现象存在。
而黏着语的特征更不止阿尔泰语系特有，在世界其他语系中均广泛存在着，欧洲北亚的乌拉尔语系，印度的达罗毗荼语系，广布亚、澳、非三大洲的南岛语系等等均是以黏着语为主体的语系，紧邻阿尔泰语系的藏缅语族也是由黏着语和退化的黏着语构成的语族。
第二类观点认为日琉语系跟朝鲜语系共属于一个新的语系。持该观点的学者认为日本语的文法与朝鲜语的文法有著驚人的相似度，即：都是使用主宾谓序列（其他阿爾泰語系各語言也均屬於此結構）、都是話題優先語言、均有完整的敬語系統、均缺乏人稱後綴等；另外，两者历史上又共同受过古汉语的强烈影响。因此有学者认为日琉语系跟朝鲜语系是阿尔泰语系和汉藏语系混合的新语系。但是日琉语系跟朝鲜语系之间同样缺乏同源词也成了异议的学者们反驳该观点的力证。 
第三类观点认为日琉语系跟朝鲜语系一样，都是孤立语言，而它们跟目前世界上已知的语系都没有关联。持该观点的学者们以「同源词问题」支持该观点。
第四类观点认为日本语系应当归属汉藏语系藏缅语族，主要以西田龙雄为代表的一些日本学者，认为日本语的语序与缅甸语等绝大多数藏缅语（除克伦语和白语外，这两种语言据悉分别受到主谓宾的泰语和汉语影响，成了主谓宾语序）相同，而且日本语固有词中也有与缅甸语及中国南方方言近似的词汇，甚至在音韵上也有好些类似之处，因而主张日本语应归属藏缅语族。但是持反对意见的人认为，日本与藏缅语民族地区之间路途遥远，中间还隔着南岛语系和漢語族的民族地区，故此观点大多未加以重视。然而，有些學者提出應當以民族遷徙歷史來看待此說，他們說：雖然今天的民族分布看起來日本和藏緬語族相隔甚遠，但是在商周時期，一些藏緬語族、南支古亞洲族（鳥田）和南島語族混合，並且在漢藏（周）民族強大的壓力下以其航海技術沿岸北上或南下透過朝鮮半島南部進入九州島定居。當時，通古斯族（阿尔泰语系）尚在蒙古高原東北部與北支古亞洲族（今楚科奇和朝鮮族之北方族源）競爭，故此說法極有可能。
除了上述四类观点以外、还有学者认为日琉語系应当属于南岛语系，日琉語系与南岛语系在构词上有着类似之处，然而同阿尔泰语系一样缺乏同源词。
近来有人提出在阿尔泰语系之下构建新语族（扶馀语系）并且将朝鲜语、琉球语以及日语都归入该语族之内。该观点显然是第一类与第二类的混合观点、但是持该观点的人依然需要面对「同源词问题」。
有個別學者認為漢藏語系和阿爾泰語係有發生學關係。例如，內蒙古教授Mang Mulin發現了蒙古語和漢語有三千多個共同詞彙。應該是接觸關係導致。

### 引用
1. 1 2  "While 'Altaic' is repeated in encyclopedias and handbooks most specialists in these languages no longer believe that the three traditional supposed Altaic groups, Turkic, Mongolian and Tungusic, are related." Lyle Campbell & Mauricio J. Mixco, A Glossary of Historical Linguistics (2007, University of Utah Press), pg. 7.
2. 1 2  "When cognates proved not to be valid, Altaic was abandoned, and the received view now is that Turkic, Mongolian, and Tungusic are unrelated." Johanna Nichols, Linguistic Diversity in Space and Time (1992, Chicago), pg. 4.
3. 1 2  "Careful examination indicates that the established families, Turkic, Mongolian, and Tungusic, form a linguistic area (called Altaic)...Sufficient criteria have not been given that would justify talking of a genetic relationship here." R.M.W. Dixon, The Rise and Fall of Languages (1997, Cambridge), pg. 32.
4. 1 2  "...[T]his selection of features does not provide good evidence for common descent" and "we can observe convergence rather than divergence between Turkic and Mongolic languages--a pattern than is easily explainable by borrowing and diffusion rather than common descent", Asya Pereltsvaig, Languages of the World, An Introduction (2012, Cambridge) has a good discussion of the Altaic hypothesis (pp. 211-216).
5. ↑  Georg, Stefan; Michalove, Peter A.; Ramer, Alexis Manaster; Sidwell, Paul J. . Journal of Linguistics. 1999-03, 35 (1)  [2022-06-25]. ISSN 1469-7742. doi:10.1017/S0022226798007312. （原始内容存档于2022-11-23） （英语）.
6. ↑  Dybo, Anna. . Journal of Language Relationship. 2017-01-01, 14 (1-2)  [2022-06-25]. ISSN 2219-4029. doi:10.31826/jlr-2017-141-208. （原始内容存档于2022-11-13）.
7. ↑  Robbeets, Martine. . Trends in Linguistics. Studies and Monographs, 291. Berlin: De Gruyter Mouton. 2015  [2021-11-15]. ISBN 9783110399943. （原始内容存档于2021-11-15）.
8. ↑  战宪斌 (1987)（收录于1987年1期）
9. ↑  . german.china.org.cn.   [2020-02-15]. （原始内容存档于2020-02-15）.